# Roland Klang
Stig Roland Klang, född 25 mars 1930 i Stockholm, död 10 april 2009 i Farsta, var en svensk målare, tecknare och skulptör.
Klang arbetade som illustratör för medicinska och naturvetenskapliga skrifter. Vid sidan av sitt arbete var han verksam som konstnär. Han har medverkat i ett antal utställningar i Sverige och Frankrike. Bland hans offentliga arbeten märks utsmyckningen av M/S Svea, en väggmålning vid Högsbo sjukhus i Göteborg, målningar i Mörby centrum, Brageskolan i Danderyds kommun och träreliefer till Ålands bank i Mariehamn. Hans konst består av collage med poetiskt surrealistiska motiv och polykroma träreliefer. Roland Klang är gravsatt i minneslunden på Skogskyrkogården i Stockholm.